# Croton cearensis
Cet article concerne Croton cearensis (Baill.). Pour Croton cearensis (Müll.Arg.), voir Croton betaceus.
Espèce
Croton cearensis est une espèce de plantes à fleurs du genre Croton et de la famille des Euphorbiaceae, présente au Brésil (Ceará).
Il a pour synonyme :
- Oxydectes cearensis, (Baill.) Kuntze